# Veliki orijent Belgije
Veliki orijent Belgije (fran. Grand Orient de Belgique; nizo. Grootoosten van België), skraćeno GOB, je liberalna i adogmatska te mješovita slobodnozidarska velika loža u Belgiji. Osnovana je 1833. godine. Član je Alijanse masona Europe.

## Povijest
Veliki orijent Belgije osnovan je 23. veljače 1833. godine, tri godine nakon stjecanja belgijske neovisnosti. Pridružio se Velikom orijentu Francuske i drugim kontinentalnim nadležnostima koje ne zahtijevaju od iniciranih članova vjerovanje u Vrhovno Biće. Zbog toga je u 1870-ima prekinuo veze s Ujedinjenom velikom ložom Engleske.
Godine 1921. Veliki orijent Belgije postao je jedan od osnivača i ključnih članova Međunarodne masonske asocijacije, u kojem je ostao do 1950. Tijekom Drugog svjetskog rata, članovi Velikog orijenta Belgije osnovali su Ložu "Draga sloboda" (Loge Liberté chérie) u nacističkom koncentracijskom logoru Esterwegen te Ložu "Uporni" (Loge L'Obstinée) u nacističkom logoru za ratne zarobljenike Oflag X-D.
Godine 1959. pet loža Velikog orijenta Belgije osnovalo je Veliku ložu Belgije s ciljem ponovnog stjecanja priznanja regularnosti od strane Ujedinjene velike lože Engleske. Veliki orijent Belgije postao je 1961. godine jedan od osnivača CLIPSAS-a, no napustio ga je 1996. zajedno s Velikim orijentom Francuske zbog nesuglasica oko uloge religijskih uvjerenja u slobodnom zidarstvu.
Godine 1988. Veliki orijent Belgije, Velika loža Belgije, Velika ženska loža Belgije i Belgijska federacija "Le Droit Humain" potpisali su sporazum o međusobnom priznanju. Kasnije, 1998., ove adogmatske nadležnosti osnovale su međunarodni savez SIMPA, no 2008. godine Veliki orijent Belgije ponovno se pridružio CLIPSAS-u. Ipak, 2019. godine ponovo istupa iz CLIPSAS-a
Od 16. veljače 2020. godine Veliki orijent Belgije svojim ložama daje slobodu inicirati i žene.

## Ustroj

### Lože
U 2024. godini pod okriljem Velikog orijenta Belgije radi 118 loža.
Od 2020. godine struktura Velikog orijenta Belgije uključuje tri zajednice loža:
1. Zajednica muških loža (Fédération de Loges masculines; Federatie van mannenloges);
2. Zajednica mješovitih loža (Fédération de Loges mixtes; Federatie van gemengde loges);
3. Zajednica ženskih loža (Fédération de Loges féminines; Federatie van vrouwenloges).

### Međunarodna suradnja
Veliki orijent Belgije je član nekoliko međunarodnih saveza:
- Međunarodna masonska asocijacija (1921. – 1950.),
- CLIPSAS (suosnivač, 1961. – 1996., 2008. – 2019.)
- SIMPA (suosnivač, 1996. – 2008.)
- Alijansa masona Europe (od 2012.),
- Adogmatska udruga srednje i istočne Europe (promatrač).

### Obredi
Veliki orijent Belgije upravlja simboličkim stupnjevima plave lože (učenik, pomoćnik i majstor) i delegira upravljanje visokim stupnjevima na dodatna tijela i redove. Obredi koji se rade u plavoj loži su:
- Moderni (francuski) obred,
- Drevni i prihvaćeni škotski obred.

## Pridružena tijela i redovi
Upravljanje visokim stupnjevima Veliki orijent Belgije provodi kroz pridružena tijela i redove od kojih svaki predstavlja jedan obred a na temelju potpisanih konkordata.

## Poznati članovi
- Jules Bordet (1870. – 1961.), imunolog i mikrobiolog[11]
- Charles De Coster (1827. – 1879.), pisac[11]
- Victor Horta (1861. – 1947.), arhitekt i dizajner, jedan od prvih i vodećih umjetnika secesije[11]

## Vanjske poveznice
- Službena stranica
- Belgijski muzej slobodnog zidarstva